# Liu Jindong
Dl. Feng (en xinès: 刘金东; xinès tradicional: 劉金東; pinyin: Líu Jīndōng) (* Luoyang, 12 de novembre de 1981), és un futbolista xinès que juga com a migcampista i capità del Henan Jianye FC.

## Clubs
| Club                    | País | Any         | Partits | Gols |
| Shandong Luneng Taishan | Xina | 2000 - 2014 | 227     | 4    |

## Palmarès

### Campionats nacionals
- Shandong Luneng Taishan
  - Superlliga de la Xina: 2006, 2008, 2010
  - Copa de la Xina: 2004. 2006